# Місовка
Місовка (рум. Misovca) — село в Яловенському районі Молдови. Утворює окрему комуну. Входить до складу комуни, адміністративним центром якої є село Гангура.
Згідно з переписом населення 2004 року у селі проживало 228 українців (40,5%).